# Culte du Binou

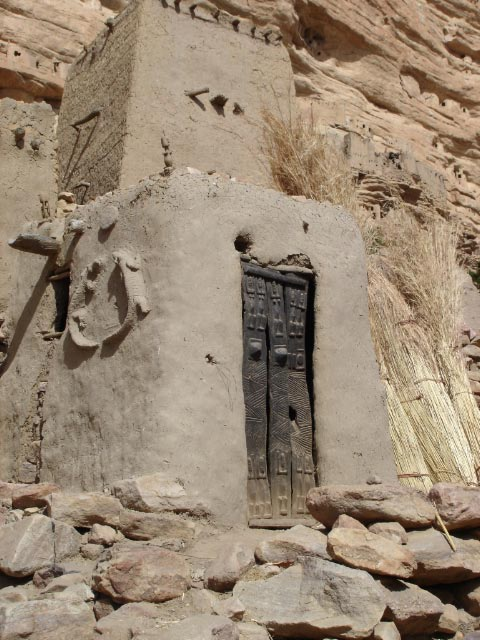
Sanctuaire de Binou, dans le village abandonné de Banani avec représentation de crocodile sur la façade

Le culte du Binou, totémisme dogon (ou cultes aux ancêtres immortels) est l'un des aspects de la religion des dogons ( en ), basée (en plus du culte voué au Dieu créateur Amma) sur le culte des ancêtres. Cet animisme prend en effet quatre formes : 
- le culte du lébé,
- le culte du Binou,
- le culte des âmes,
- l'institution des masques (société Awa)[1].

Le culte binou est un culte secret qui se déroule dans un sanctuaire dont la forme varie selon les villages. Ils sont décorés de reliefs et de peintures symboliques et leurs façades portent souvent des traces blanches, restes des cérémonies précédentes.
Lors des cérémonies, des animaux y sont sacrifiés et de la bouillie de mil y est déversée sous la supervision d'un prêtre totémique seul à pouvoir accéder à l'intérieur.
Les prêtres du Binou sont à la tête d'un clan, réunissant plusieurs lignages patrilinéaires.
Les membres d'un clan respectent un même "interdit" animal ou végétal (ba-binu). Par exemple, l'animal totem du clan des Karambé (village de Sibi-Sibi) est le serpent d'eau, la panthère est celui du village d'Ogol-Da, le crocodile celui d'Amani. Les membres du clan ne pourront ni manger, ni tuer, ni danser avec un masque le représentant. Le ba-binu protège un membre du clan lorsque celui-ci est en voyage ou en brousse.
Ces cérémonies ont par exemple lieu lors des rites agraires qui doivent assurer une bonne pluviométrie et garantir des récoltes abondantes. Le culte du Binou a pour rôle de maintenir l'harmonie entre les humains et les forces surnaturelles de la brousse.